# 包尔海乡
包尔海乡，是中华人民共和国新疆维吾尔自治区巴音郭楞蒙古自治州焉耆回族自治县下辖的一个乡镇级行政单位。

## 行政区划
包尔海乡下辖以下地区：
查汗布乎村、开来提村、岱尔斯村、包尔海村和夏热勒代村。